# Bryum dunense
Bryum dunense är en bladmossart som beskrevs av A. J. E. Smith och H. Whitehouse 1978. Bryum dunense ingår i släktet bryummossor, och familjen Bryaceae. Inga underarter finns listade i Catalogue of Life.